# Мельница (гравюра Рембрандта)
«Мельница» (нидерл. De molen)  — один из знаменитых офортов Рембрандта, имеет единственное «состояние» (обычно Рембрандт в процессе работы делал много промежуточных оттисков, фиксировавших отдельные этапы, называемых «состояниями»).
На офорте изображена так называвшаяся "Малая Вонючая" мельница, расположенная у южной оконечности городской стены в западной части Амстердама. Она принадлежала цеху кожевников и использовалась для размягчения кожи с помощью рыбьего жира, откуда и произошло её название.
Это мельница башенного типа, у которой крыша и крылья могут вращаться независимо от корпуса, она гораздо эффективнее мельниц традиционного типа. Рембрандт изобразил деревянный помост вокруг корпуса мельницы и три жерди, прикреплённые к крыше. Они сходятся вместе у колеса, позволяющего поворачивать мельницу к ветру. Верёвка, спускающаяся с горизонтального столба на крыше, позволяет зафиксировать положение мельницы. Корпус мельницы сделан из кирпича и обшит деревом, в нём проделаны дверные проёмы. До них можно добраться с помощью лестниц, видна фигура человека с мешком, спускающаяся или поднимающаяся по лестнице. Крылья мельницы отвернуты от преобладающих в этой местности западных ветров.
Мельница изображена в мельчайших подробностях. Стоящая рядом с мельницей хижина прорисована с такой же тщательностью. Натурные зарисовки Рембрандта обычно не отличаются такой подробностью и точностью. Исключительно детализированное изображение на данном офорте позволяет высказать предположения, что, во-первых, Рембрандт работал над офортом непосредственно на месте, во-вторых, особенно тонкими иглами.
Заметны серые пятна вокруг мельницы и кракелюры в центре офорта, совершенно не характерные для Рембрандта. По-видимому, это результат какого-то неудачного опыта или происшествия с кислотами. Без ответа остаётся вопрос, почему из множества мельниц в Амстердаме и его окрестностях в 1641 году, в зените славы, Рембрандт выбрал для офорта изображение мельницы с наименее приятным названием и расположенную далеко от его дома.